# Katghar Lalganj
Katghar Lalganj là một thị xã và là một nagar panchayat của quận Azamgarh thuộc bang Uttar Pradesh, Ấn Độ.

## Nhân khẩu
Theo điều tra dân số năm 2001 của Ấn Độ, Katghar Lalganj có dân số 11.810 người. Phái nam chiếm 51% tổng số dân và phái nữ chiếm 49%. Katghar Lalganj có tỷ lệ 59% biết đọc biết viết, thấp hơn tỷ lệ trung bình toàn quốc là 59,5%: tỷ lệ cho phái nam là 66%, và tỷ lệ cho phái nữ là 51%. Tại Katghar Lalganj, 18% dân số nhỏ hơn 6 tuổi.